# Wezeperberg
De Wezeperberg is een 45 meter hoge heuvel in de Nederlandse provincie Gelderland.
De heuvel ligt in een stuwwal in het noordelijkste deel van de Veluwe, ten zuiden van Wezep en ten westen van de A50, nabij de Prinses Margrietkazerne. Het gebied, dat bekendstaat als de Oldebroekse Heide, is een militair oefenterrein dat met name gebruikt wordt voor schietoefeningen van het Artillerie Schietkamp, gelegen ten oosten van 't Harde.